# Digimon

Digimon-logo

Digimon (Japans: デジモン ; Dejimon) is een Japanse mediafranchise, bestaande uit meerdere manga, anime, films en computerspellen. De naam Digimon is de afkorting van Digital Monsters (デジタルモンスタース ; Dejitaru Monsutaasu); wezens waar de franchise om draait.
Van de tot nu toe verschenen zeven anime series zijn de eerste twee in Nederland uitgezonden door Fox Kids. In Vlaanderen werd het sinds 20 november 2000 uitgezonden op TamTam en later op Kanaal Twee. Series 3 tot en met 7 zijn tot op heden niet uitgezonden in Nederland en Vlaanderen. Digimon Fusion is echter wel beschikbaar op Netflix in Nederland. De eerste serie kwam in 1999 op de Japanse televisie, samen met het originele computerspel dat sterk op Tamagotchi lijkt. Vanaf 2001 waren er meerdere films op video en dvd verschenen. Verder bestaan er verschillende kaartspellen en computerspellen van.

## Achtergrond

### Digi-world
Alle anime en manga in de franchise draaien om een andere wereld, die parallel bestaat aan de menselijke. Deze wereld, de Digi-World, bestaat geheel uit data uit computers en communicatienetwerken van over de wereld. Deze wereld is doorgaans niet te betreden voor mensen. Alleen uitverkoren kinderen, de DigiDestined, kunnen de Digi-World betreden.
De oorsprong en het uiterlijk van Digi-World verschillen sterk per serie, daar elke serie zich afspeelt in een andere continuïteit met zijn eigen versie van de Digi-World.

### Digimon
Deze wereld wordt bewoond door digimon, wezens eveneens gemaakt van data. Ze komen in zeer veel verschillende vormen voor (onder andere gebaseerd op mensachtigen, echt bestaande dieren en planten of mythologische dieren). Sommige gedragen zich als wilde dieren, maar de meeste hebben menselijke intelligentie en zijn in staat te spreken. Digimon worden geboren uit zogenaamde digi-eieren. Als ze sterven, worden hun data gereconfigureerd tot een nieuwe digimon. Deze kan soms herinneringen behouden van de digimon die hij voorheen was.
Digimon vallen doorgaans onder een van vier groepen: Data, Vaccine, Virus, en Variable. Die vierde categorie is alleen voorbehouden aan hybride-digimon. De meeste kwaadaardige digimon behoren tot de virus-groep.
Digimon kennen verschillende levensfasen of niveaus. Om van de ene fase naar een hogere te veranderen, ondergaan Digimon een proces genaamd digivolven. Digivolven kan op verschillende manieren gebeuren. De meest voorkomende is de natuurlijke manier. Dit gebeurt wanneer een digimon ouder wordt. De digivolve is dan permanent en de digimon blijft in zijn nieuwe vorm tot hij weer verder digivolvet. De digimonpartners van de DigiDestined maken vaak echter gebruik van hulpmiddelen die het digivolven vergemakkelijken of versnellen. Het bekendste hulpmiddel is de Digivice, een apparaatje dat elke DigiDestined bij zich draagt. Andere hulpmiddelen die gezien worden in de series zijn crests (speciale stenen), digi-eieren en kaarten. Deze versnelde vorm van digivolven is echter maar van tijdelijke aard, waardoor de digimon naderhand altijd terug verandert in zijn originele vorm of (indien hij veel energie gebruikt) zelfs een nog eerdere vorm.
De bekendste niveaus van digimon zijn:
1. Fresh (幼年期 I Younenki I)
2. In-Training (幼年期 II Younenki II)
3. Rookie (成長期 Seichouki)
4. Champion (成熟期 Seijukuki)
5. Ultimate (完全体 Kanzentai)
6. Mega (究極体 Kyuukyokutai)

Speciale niveaus zijn:
1. Armor (alleen te bereiken via armor-digivolve)
2. Hybride.
3. Dna digivolving.
4. Super Ultimate

Naast digivolven zijn er ook digimon die een andere gedaante kunnen aannemen door van mode te veranderen. Ze blijven dan in dezelfde levensfase, maar krijgen toch een iets ander uiterlijk en krachten.
Het niveau van een digimon is niet altijd van invloed op de uitkomst van een gevecht. Zo zijn er voorbeelden bekend van ultimate-level digimon die toch digimon van het mega-niveau kunnen verslaan.

### DigiDestined
DigiDestined (選ばれし子供達, Erabareshi Kodomotach, Uitverkoren kinderen) is een naam die wordt gegeven aan menselijke kinderen, welke uitverkoren zijn om de Digi-World te mogen bezoeken. Dit is niet zonder reden; zij moeten deze wereld beschermen tegen kwaadaardige invloeden van ofwel uit de Digi-World zelf (kwaadaardige Digimon) of daarbuiten.
In vrijwel elke incarnatie van de franchise heeft een DigiDestined een digimon als partner. Enige uitzondering is de serie Digimon Frontier, waarin de DigiDestined zelf in een digimon kunnen veranderen. DigiDestined kunnen hun digimon-partner vaak bijstaan met hulpmiddelen zoals de Digivice. Door deze hulp kunnen hun digimon sneller een hoger niveau bereiken en zo de meeste vijanden verslaan.

## Virtueel huisdier
De digimon-franchise begon als een set van virtuele huisdieren genaamd "Digital Monster," welke sterk leken op de Tamagotchi. Deze werden bedacht door Wiz en uitgebracht door Bandai op 26 juni 1997.
Elke speler kon beginnen met een baby-digimon, en deze laten groeien en digivolven door training. Ook was het mogelijk om verschillende digimon tegen elkaar te laten vechten.

## Anime
Op 6 maart 1999, werd de franchise omgezet tot de eerste animeserie. Aanvankelijk werd het script voor de serie geschreven voor een korte film, maar het concept bleek succesvol genoeg om er een gehele serie van te maken. De eerste serie was Digimon Adventure. Vijf andere serie volgden, elk met meerdere bijbehorende films.
De series zijn:
1. Digimon Adventure (1999 - 54 afleveringen)
2. Digimon Adventure 02 (2000 - 50 afleveringen)
3. Digimon Tamers (2001 - 51 afleveringen)
4. Digimon Frontier (2002 - 50 afleveringen)
5. Digimon Savers/Digimon Data Squad (2006 – 48 afleveringen)
6. Digimon Xros Wars (2010 – 79 afleveringen)

De eerste twee series zijn een direct vervolg op elkaar. Tamers, Frontier, en Savers zijn los staande verhalen.
1. Digimon Universe: Appmon (2016 - 52 afleveringen)
2. Digimon Adventure: (2020 - 66 afleveringen)

De series zijn buiten Japan uitgebracht door eerst Saban Entertainment en later Sensation Animation. Tegenwoordig zijn de series buiten Japan eigendom van Saban Brands (voorheen Saban Entertainment).

## Films
Er zijn in totaal negen digimon-films gemaakt. De eerste zeven zijn direct verbonden met een van de vijf series. De overige twee bevatten losse verhalen welke gebaseerd zijn op andere media uit de digimon franchise.
Een speciaal voor de Amerikaanse markt gemaakte film is Digimon: The Movie; een compilatie van enkele scènes uit Digimon Adventure, en de Japanse films “Our War Game” en “Hurricane Touchdown”.
In 2016 verscheen het eerste deel van Digimon Adventure tri., een reeks van in totaal 6 films waarin opnieuw de digidestined en hun digimon uit de eerste serie centraal staan.

## Manga
De eerste digimonmanga was de een deel tellende “C'mon Digimon”, uitgebracht in de zomer van 1997.
Deze manga bracht de mangareeks Digimon Adventure V-Tamer 01 voort, geschreven door Hiroshi Izawa. Dit is tot vandaag de langstlopende Digimonmanga.
Andere Digimonmanga zijn:
- Digimon Chronicle
- Digimon Next

Er bestaan ook enkele manhua-series van Digimon. Zo maakte de Chinese tekenaar en schrijver Yuen Wong Yu (余 遠鍠 Yu Yuen-wong) stripversies van de eerste vier anime, zij het vaak met aangepaste verhalen en situaties. Een manhua met een uniek verhaal is D-Cyber.
In Digimon worden de Digimons op een bepaalde manier getekend dit noemen we chibi manga, dit is een Japanse tekentechniek die vaak wordt gebruikt bij het maken van tekenfilms en animatieseries.

## Computerspellen
Er zijn in totaal 18 computerspellen in de franchise uitgebracht:
- Digimon World
- Digimon World 2
- Digimon World 3
- Digimon World 4
- Digimon Digital Card Battle
- Digimon Rumble Arena
- Digimon Rumble Arena 2
- Digimon Battle Spirit
- Digimon Battle Spirit 2
- Digimon Racing
- Digimon World DS
- Digimon World Data Squad
- Digimon World: Dawn and Dusk 
en Digimon World Championship
- Digimon Battle Arena
- Digimon Masters Online
- Digimon Story: Cyber Sleuth
- Digimon World: Next Order